# ブリリアントジュエリー
有限会社ブリリアントジュエリー（英称：BRILLIANT JEWELLERY Corp.）は東京都台東区に本社を置くインドを拠点とするダイヤモンドの再研磨を事業とする会社。インドスーラトに最新の研磨工場を持つ。

## 沿革
1997年 設立

## 事業内容
バブル期に日本国内で大量に購入されたダイヤモンドをインドの自社工場にてリポリッシュ（再研磨）している。
当時のダイヤモンド研磨工程はその全てが職人の手作業によるものであった為、研磨の品質が職人の習熟性によって大きく異なった。
現在のインドにおけるダイヤモンド研磨では3Dスキャナー、CADによる研磨計画の作成、グリーンレーザーによる形状カット等の最新テクノロジーが利用されている。